# Vườn quốc gia Sarek
Vườn quốc gia Sarek (Thụy Điển: Sareks Nationalpark) là một vườn quốc gia ở đô thị Jokkmokk của Lapland, phía bắc Thụy Điển. Giáp hai vườn quốc gia khác là Stora Sjöfallet và Padjelanta, Sarek là địa điểm du lịch phổ biến với hoạt động đi bộ đường dài và leo núi.
Ranh giới của nó là gần như là tròn với đường kính trung bình khoảng 50 km (31,07 dặm). Sarek không có nhiều những con đường mòn, không có chỗ ở, và chỉ có hai cầu dẫn tới vùng lân cận ngoài vườn quốc gia. Khu vực này là một trong những nơi mưa nhiều nhất ở Thụy Điển, khiến cho hoạt động đi bộ đường dài phụ thuộc hoàn toàn vào điều kiện thời tiết. Tại đây có rất nhiều các con suối khiến nó là một trong những nơi nguy hiểm đối với những người không có kinh nghiệm.
Tai đây có vùng đồng bằng của sông Rapa được coi là một trong những nơi đẹp nhất châu Âu, và đỉnh Skierffe cung cấp một cái nhìn toàn cảnh xuống thung lũng tuyệt đẹp.
Đáng chú ý nhất, đây là nơi có những ngọn núi cao hơn 2.000 mét (6.600 ft). Có 5 trong tổng số 13 đỉnh núi trên 2.000 mét của Thụy Điển nằm bên trong ranh giới của vườn quốc gia. Ngọn núi cao thứ hai ở Thụy Điển, đỉnh Sarektjåkkå nằm ngay bên rìa ngoài vườn quốc gia như là một phần của khối núi Áhkká. Ngoài ra là 200 đỉnh có độ cao từ 1.800 mét (5.900 ft) trở lên. Do các chuyến leo lên các đỉnh núi này mất nhiều thời gian lên hiếm khi có những chúng được chinh phục.
Tại độ cao 1.800 mét so với mực nước biển là đài quan sát đỉnh Pårte, được xây dựng trong những năm 1900 để tưởng nhớ những nỗ lực của Axel Hamberg, một nhà địa lý học của Viện Hàn lâm Khoa học Hoàng gia Thụy Điển.
Vườn quốc gia Sarek là nơi có khoảng 100 con sông băng. Được thành lập năm 1909, đây là một trong số những vườn quốc gia lâu đời nhất ở châu Âu.